# Ana María Vicuña
Ana María Teresa Gregoria Vicuña Navarro (Santiago, 9 de mayo de 1947) es una filósofa, profesora de lenguas clásicas y ética de nacionalidad chilena.
Sus publicaciones se han mantenido dentro de la corriente de la filosofía para niños, destacando el libro Manuel y Camila se preguntan: ¿Cómo deberíamos vivir? Reflexiones sobre la Moral en colaboración con Celso López y Ernst Tugendhat.

## Biografía

### Familia
Es la segunda de los siete hijos del poeta José Miguel Vicuña Lagarrigue y la escritora Eliana Navarro Barahona, quienes tuvieron un importante papel dentro de la cultura chilena al formar el Grupo Fuego de Poesía. Sus hermanos son: Ariel, poeta y músico; Miguel, poeta y filósofo; Juan, químico, víctima de la tortura durante la dictadura; Leonora, fotógrafa; Rodrigo, editor; y Pedro, poeta y actor. Es nieta del político y abogado Carlos Vicuña Fuentes, sobrina de las escultoras Rosa y Teresa Vicuña y prima de la poeta Cecilia Vicuña y el pintor Carlos Arias Vicuña.
Se casó con el también profesor de filosofía y escritor Celso López Saavedra, con quien tiene dos hijos: Ignacio y Gabriel López Vicuña, profesor de lectura hispanoamericana y técnico cinematográfico, respectivamente.

### Estudios
Realizó sus estudios escolares en el Instituto Hermanas de María de Schoenstatt,[cita requerida] para luego ingresar a la Pontificia Universidad Católica de Chile a estudiar la carrera de pedagogía en filosofía, donde finalmente obtiene su título de profesora de Estado en filosofía en 1973. Mientras cursaba filosofía en la Universidad Católica, Vicuña comenzó a ejercer de docente en el Instituto de Letras de la misma casa de estudios y a la vez, estudiaba lenguas clásicas en la Universidad de Chile, sin embargo, ambas iniciativas se vieron cortadas por circunstancias familiares.[cita requerida] Su siguiente paso en la educación superior fue en la Universidad Estatal de Pensilvania, en Estados Unidos, donde obtuvo su posgrado de magíster en lenguas clásicas en 1989.
Además de sus publicaciones dentro de la filosofía, se ha dedicado al área de la investigación, desarrollando proyectos como Helenismo y Cristianismo: Vicisitudes de un Encuentro o también algunos con financiamiento del Fondecyt como La competencia argumentativa oral en el aula: un estudio exploratorio con estudiantes de enseñanza media. Sus artículos no solo han sido publicadas en Chile, sino que también en países como los Estados Unidos, Brasil, los Países Bajos y Austria.
Actualmente se encuentra trabajando como profesora Asociada al Departamento de Filosofía de la Universidad Católica, donde dicta las cátedras de griego, ética, filosofía clásica y actual.

## Línea de pensamiento
Con una admiración a los filósofos clásicos[cita requerida], sigue la corriente platónica pero apuntándola hacia la Filosofía para niños impulsada por el teórico Matthew Lipman en la década de 1960. En sus publicaciones, Vicuña señala la importancia de hacer cambios desde los niveles primarios de la educación en los niños, con el fin que los escolares comiencen a pensar por iniciativa propia a través de la aplicación de la narrativa. Su método quiere dar como resultado que los alumnos desarrollen sus propias iniciativas o gustos y dejen de lado el conocimiento estandarizado que se aplica en la educación formativa.[cita requerida]

## Publicaciones

### Libros
- Filosofía Poesía y Mito a la luz de Eros en el Symposio de Platón, 1993.
- Manuel y Camila se preguntan: ¿Cómo deberíamos vivir? Reflexiones sobre la Moral, Ernst Tugendhat, Celso López y Ana María Vicuña, 1998.
- Argumentación, Comunicación y Falacias: Una perspectiva pragma-dialéctica, 2002.

### Artículos
- "Improving the Teaching of Argumentation through Pragma-dialectical Rules and a Community of Inquiry", 2011.
- "Indicadores argumentativos presentes en una discusión sobre el embarazo adolescente en una clase de Lengua Castellana y Comunicación", 2009.
- "Un análisis de la discusión acerca de temas controversiales en contextos escolares desde la pragma-dialéctica", 2008.
- "The Interaction between Critical Discussion Principles and the Development of a Pluralistic Society", 2002.
- "Fundamentaçao Etica Dos Direitos Humanos", 1999.
- "Ethical Education Through Philosophical Discussion", 1998.
- "Filosofía para Niños: Algo más que desarrollar Habilidades de Razonamiento", 1995.
- "Filosofía para Niños: Algo más que desarrollar Habilidades de Razonamiento", en Revista Pensamiento Educativo, Vol 15. Diciembre de 1994.
- "La formación de una Comunidad de Indagación y el desafío de educar para la democracia en Chile". Bulletin of the International Council for Philosophical Inquiry with Children, Madrid, junio de 1991.

### Proyectos de Investigación
- "Co-investigadora en Proyecto DIUC 89029, "El discurso filosófico: Platón, Aristóteles y algunas proyecciones cristianas".
- "Co-investigadora en Proyecto DIUC 91018, "Helenismo y Cristianismo: Vicisitudes de un Encuentro".
- Investigadora responsable en Proyecto Fondecyt 0703-91. "El diálogo filosófico como instrumento eficaz para desarrollar y fortalecer conductas y actitudes democráticas".
- "Investigadora responsable en Proyecto Fondecyt 1940687. "La Fundamentación Ética de los Derechos Humanos y algunas proyecciones para una educación en el respeto a todos los hombres".
- "Co-investigadora en Proyecto Fondecyt 1060439, "La competencia argumentativa oral en el aula: un estudio exploratorio con estudiantes de enseñanza media".
- "Co-investigadora en proyecto “La pedagogía del diálogo amoroso” PROYECTO INTERDISCIPLINAR VRI INTERDISCIPLINA/N°1/2013 Años 2013-2015".

### Becas y distinciones
- Beca Presidential Tuition Grant in Aid, Pennsylvania State University, 1978.
- The Classics Department Graduate Assistanship, Pennsylvania State University, 1979.
- Beca Edwin Earle Sparks Fellowship, The Pennsylvania State University. 1979-1980.
- Beca del Centro de Filosofía Escolar (CEFE), Santiago, Chile para participar en el Curso Intensivo de Capacitación como Instructora en el Programa de Filosofía para Niños, 1987.